# Vizcondado de Torre Almiranta
El vizcondado de Torre Almiranta es un título nobiliario español creado por el rey Alfonso XII, el 20 de septiembre de 1876, a favor de Carlos Jiménez Gotall, senador del reino.

## Vizcondes de Torre Almiranta
|                          | Titular                                             | Periodo                  |
| Creación por Alfonso XII | Creación por Alfonso XII                            | Creación por Alfonso XII |
| ------------------------ | --------------------------------------------------- | ------------------------ |
| I                        | Carlos Jiménez Gotall                               | 1876-1899                |
| II                       | Carlos Ramón Jiménez y González Núñez               | 1899-1901                |
| III                      | María del Consuelo Jiménez y de Arenzana            | 1902-1950                |
| IV                       | María del Pilar Pardo-Manuel de Villena y Jiménez   | 1953-1985                |
| V                        | Joaquín Arturo Salvatella y Pardo-Manuel de Villena | 1985-¿?                  |
| VI                       | Joaquín Leopoldo Salvatella y García                | 2000-actual titular      |

## Historia de los vizcondes de Torre Almiranta
- Carlos Jiménez Gotall (Cádiz, 4 de noviembre de 1812-Madrid, 20 de marzo de 1899), I vizconde de Torre Almiranta,[1] I marqués de Casa Jiménez,[2] diputado a Cortes y senador del reino.[3]

Casó con María Josefa González Núñez de Achával. Sucedió su hijo:
- Carlos Ramón Jiménez y González Núñez (m. San Sebastián, 31 de julio de 1901), II vizconde de Torre Almiranta, II marqués de Casa Jiménez[2][3] y senador por la provncia de Zaragoza (1899-1900, 1900).[4]

Casó con Facunda de Arenzana y Echarri (m. 1913), hija de los condes de Fuente Nueva de Arenzana. Sucedió su hija:
- María del Consuelo Jiménez y de Arenzana (Madrid, 28 de agosto de 1875-1950), III vizcondesa de Torre Almiranta[5] y III marquesa de Casa Jiménez.[2]

Casó, en primeras nupcias el 30 de junio de 1893, con Arturo Pardo y Manuel de Villena (Madrid, 27 de marzo de 1870-Baños de Panticosa, 16 de julio de 1907), I barón de Monte Villena y I duque de Arévalo del Rey, grande de España. Contrajo un segundo matrimonio, en Oyarzun el 20 de julio de 1918, con Mariano Alonso-Castrillo y Bayón, abogado, exdiputado a Cortes por Valencia de Don Juan. Sucedió su hija en 1923:
- María del Pilar Pardo-Manuel de Villena y Jiménez (Madrid, 13 de diciembre de 1897-Madrid, 10 de diciembre de 1985), IV vizcondesa de Torre Almiranta.[5]

Casó con Joaquín Salvatella y Gisbert. Sucedió su hijo en 1987:
- Joaquín Arturo Salvatella y Pardo-Manuel de Villena, V Vizconde de Torre Almirante.[5]

Casó con María del Carmen García y Rementería. Sucedió su hijo en 1999:
- Joaquín Leopoldo Salvatella y García, VI vizconde de Torre Almiranta.[5][9]